# Чемпионат Москвы по настольному теннису
Чемпионат Москвы по настольному теннису, как правило, проходит в январе в клубе «Чертаново» перед чемпионатом России. Участникам чемпионата Москвы выдаются квоты на участие в чемпионате России.

## Победители и призёры чемпионатов Москвы по годам
1927
Москва, клубы Трехгорной мануфактуры и ОППВ. 17-23 апреля
Мужчины
1. Дмитрий Дубинин
2. Н. Залогин
Женщины
1. А. Савочкина
1928
Москва, 26 декабря 1927-30 марта 1928
Мужчины
1. Дмитрий Дубинин
2. Б. Фалькевич
3. Н. Залогин
Женщины
1. А. Савочкина
2. Е. Александрова
3. Е. Новицкая
1930
Мужчины
1. Сергей Руднев
2.Тарасенко
Женщины
1. Лисицына
2. Е. Новицкая
1931
Мужчины
1. Сергей Руднев?
1932
Мужчины
1. А. Вельц
2-4. Коллегорский, Мильман, Панерный
Женщины
1. Фурсова
1947
Москва. 15-16 января. Клуб мастеров спорта «Динамо»
Мужчины
1. Фимас Душкесас
2. А. Баранов
3. И. Мильман
Женщины
1. Г. Кондратьева
2. К. Борисова
3. А. Кондратьева
1948
|   | Мужчины        | Женщины       | Пары мужские             | Пары Женские               |
| - | -------------- | ------------- | ------------------------ | -------------------------- |
| 1 | Фимас Душкесас | Нина Лисицина | Фимас Душкесас/М.Вайсман | Нина Лисицина/Г. Михайлова |
| 2 | Марк Этингофас | Г. Кремер     |                          |                            |
| 3 | Леонил Макаров | К. Борисова   |                          |                            |

1949
Мужчины
1.Фимас Душкесас
2.И.Муско
3.Леонид Макаров
Женщины
1.А.Кондратьева
2.А.Князева
1950
Мужчины
1. Фимас Душкесас
1951
|   | Мужчины        | Женщины       | Пары мужские                  | Пары женские            | Смешанные пары               |
| - | -------------- | ------------- | ----------------------------- | ----------------------- | ---------------------------- |
| 1 | Фимас Душкесас | Нина Лисицина | Макс Левитанус/Леонид Макаров | Раиса Ушакова/Михайлова | Нина Лисицина/Фимас Душкесас |
| 2 | Леонид Макаров | Раиса Ушакова |                               |                         |                              |
| 3 |                |               |                               |                         |                              |

1952
|   | Мужчины        | Женщины       | Пары мужские                  | Пары женские                | Смешанные пары             |
| - | -------------- | ------------- | ----------------------------- | --------------------------- | -------------------------- |
| 1 | Фимас Душкесас | Нина Лисицина | Фимас Душкесас/Леонид Макаров | Нина Лисицина/Раиса Ушакова | Л.Михайлова/Леонид Макаров |
| 2 | Леонид Макаров | Раиса Ушакова |                               |                             |                            |
| 3 | Г. Рабинович   | К. Крапоткина |                               |                             |                            |

1953
|   | Мужчины        | Женщины       | Пары мужские                  | Пары женские              | Смешанные пары               |
| - | -------------- | ------------- | ----------------------------- | ------------------------- | ---------------------------- |
| 1 | Фимас Душкесас | Раиса Ушакова | Фимас Душкесас/Николай Леонов | Раиса Ушакова/А. Полосова | Раиса Ушакова/Николай Леонов |
| 2 | Николай Леонов | Л. Михайлова  |                               |                           |                              |
| 3 | Леонид Макаров | Нина Лисицина |                               |                           |                              |

1954
Мужчины
1.Николай Леонов
Женщины
1. Раиса Ушакова
1955
Мужчины
1. Фимас Душкесас
2. Иоганнес Меекса
Женщины
1. Раиса Ушакова
Пары мужские
1. Евгений Никольскис/Сергей Шпрах
Пары женские
1. Раиса Ушакова/Нина Усатая
Смешанные пары
1. В. Грушина/Евгений Никольскис
1956
|   | Мужчины                   | Женщины       | Пары мужские                       | Пары женские          | Смешанные пары               |
| - | ------------------------- | ------------- | ---------------------------------- | --------------------- | ---------------------------- |
| 1 | Иоганнес (Юханесс) Меекса | Раиса Ушакова | Иоганнес Меекса/Евгений Никольскис | Раиса Ушакова/Грушина | Римас Пашкявичус/Нина Усатая |
| 2 | Римас Пашкявичус          | Нина Усатая   |                                    |                       |                              |
| 3 | Николай Леонов            | Г. Корнеева   |                                    |                       |                              |

1957
Мужчины
1. Олег Жеребенков
2. Фимас Душкесас
Женщины
1. Н. Васильева
2. Раиса Ушакова
Мужские пары: 1. Николай Леонов/Евгений Никольскис
Женские пары: 1. Раиса Ушакова/Т. Ловкова
Смешанные пары: Н. Васильева/Н. Леонов
1958
Мужчины
1. Олег Жеребенков 2. Николай Леонов
Женщины
1. Г. Корнеева 2. Васильева 3. С. Гречишникова
Женские пары
1. С. Шевелева/В. Грушина
Мужские пары
1. Н. Леонов/Евгений Никольскис 2. Фимас Душкесас/Олег Жеребенков
Смешанные пары
1. В. Грушина/С. Черепанов
1959
Спортивный зал "Динамо" (Цветной бульвар, 5). 14-22 июня
Женщины
1. Раиса Ушакова
2. Валентина Кутакова
Мужчины
1. Александр Кирпша
2. Олег Жеребенков
3 и 4. Фимас Душкесас, Э. Фридман
Женские пары
Корнеева/Васильева (?)
1960
Март 1960
Женщины
1. Корнеева
Мужчины
1. Э. Фридман
3. М. Озеров
Женские пары
1. Иванова/Валентина Кутакова
Смешанные пары
1. Софья Белоцерковская/Виталий Голованов
2. Васильева/Леонов
1961
Ноябрь-Декабрь 1961. Финальные игры в спортзале "Крылья Советов".
Женщины
1. Зоя Руднова
Мужчины
1. Геннадий Аверин
Женские пары
1. Софья Белоцерковская/Зоя Руднова
Мужские пары
1. Вилли Шляпочников/Геннадий Аверин
Смешанные пары
1. Софья Белоцерковская/Виталий Голованов
2. Зоя Руднова/Геннадий Аверин
1967
Женщины
1. Любовь Гришина
2. Белла Анисимова
Мужчины
1. Юрий Вудынский
2. Геннадий Аверин
Женские пары
1. Н. Иванова/В. Миронова

Мужские пары
1. Геннадий Аверин/Юрий Вудынский

Смешанные пары
Белла Анисимова/Геннадий Аверин
1971
Дворец спорта «Крылья Советов» (Ленинградский просп., 24-а). 21 декабря.
Женщины
1. Зоя Руднова
2. Валентина Сбродова

Мужчины
1. Станислав Гомозков
2. Анатолий Амелин

1991
|   | Мужчины        | Женщины    | Пары мужские            | Пары смешанные           |
| - | -------------- | ---------- | ----------------------- | ------------------------ |
| 1 | Сергей Носков  | Т.Шахова   | М.Максимов/А.Гребенцов  | Ю. Сироткина/М. Максимов |
| 2 | Максим Шмырёв  | Н.Федорова | А.Сорокин/М.Моисеев     | Н. Федорова/А. Сорокин   |
| 3 | Евгений Фадеев | М.Полынева | Л.Иванов/Евгений Фадеев | Я. Тимина/М. Моисеев     |

1994
|   | Мужчины        | Женщины        |  |
| - | -------------- | -------------- |  |
| 1 | Евгений Фадеев | Галина Мельник |  |
| 2 | А. Гребенцов   |                |  |
| 3 | Игорь Попков   |                |  |

2000
|   | Мужчины          | Женщины            | Пары мужские                    | Пары женские                      |
| - | ---------------- | ------------------ | ------------------------------- | --------------------------------- |
| 1 | Евгений Фадеев   | Галина Мельник     | Игорь Рубцов/Сергей Тяпкин      | Галина Мельник/Татьяна Игнатьева  |
| 2 | Алексей Ливенцов | Галина Анпилова    | Алексей Ливенцов/Михаил Соколов | Галина Макартумьян/Дарья Митюкова |
| 3 | Игорь Рубцов     | Галина Макартумьян | Андрей Крутов/Евгений Фадеев    | Мария Аникеева/Галина Анпилова    |

2001
|   | Мужчины        | Женщины                | Пары мужские                    | Пары женские                      |
| - | -------------- | ---------------------- | ------------------------------- | --------------------------------- |
| 1 | Игорь Рубцов   | Ирина Палина           | Алексей Ливенцов/Михаил Соколов | Галина Мельник/Ирина Палина       |
| 2 | Михаил Хомутов | Галина Мельник         | Виктор Лебедев/Денис Аникин     | Марина Аникеева/Татьяна Михайлова |
| 3 | Сергей Астахов | Юлия Ливенцова (Кугай) | Григорий Власов/Никита Иванов   | Татьяна Игнатьева/Юлия Прохорова  |

2002
|   | Мужчины          | Женщины                | Пары мужские                    | Пары женские                                     |
| - | ---------------- | ---------------------- | ------------------------------- | ------------------------------------------------ |
| 1 | Алексей Ливенцов | Юлия Ливенцова (Кугай) | Алексей Ливенцов/Михаил Соколов | Юлия Прохорова/Татьяна Игнатьева                 |
| 2 | Игорь Рубцов     | Юлия Прохорова         | Михаил Петров/Валерий Колдаев   | Юлия Бескромных/Ольга Егорова                    |
| 3 | Григорий Власов  | Татьяна Игнатьева      | Денис Аникин/Григорий Власов    | Татьяна Михайлова/Галина Дегтярева (Макартумьян) |

2003
|   | Мужчины          | Женщины          | Пары мужские                    | Пары женские                  |
| - | ---------------- | ---------------- | ------------------------------- | ----------------------------- |
| 1 | Алексей Ливенцов | Ирина Палина     | Алексей Ливенцов/Василий Лакеев | Ирина Палина/Галина Дегтярева |
| 2 | Максим Шмырёв    | Юлия Бескромных  | Сергей Тяпкин/Максимов          | Юлия Прохорова/Игнатьева      |
| 3 | Игорь Рубцов     | Галина Дегтярева |                                 |                               |

2004
|   | Мужчины        | Женщины            |
| - | -------------- | ------------------ |
| 1 | Максим Шмырёв  | Ирина Палина       |
| 2 | Сергей Тяпкин  | Юлия Прохорова     |
| 3 | Василий Лакеев | Анастасия Воронова |

2005
|   | Мужчины          | Женщины            | Пары мужские                     | Пары женские                                     |
| - | ---------------- | ------------------ | -------------------------------- | ------------------------------------------------ |
| 1 | Евгений Петрухин | Анастасия Воронова | Игорь Рубцов/Алексей Ливенцов    | Анастасия Воронова/Евгения Петухова              |
| 2 | Игорь Рубцов     | Евгения Петухова   | Михаил Хомутов/Сергей Тяпкин     | Михайлова Татьяна/Михайлова Ольга (однофамильцы) |
| 3 | Алексей Ливенцов | Татьяна Михайлова  | Евгений Петрухин/Сергей Медведев | Наталья Большакова/Анна Козловская               |

2006
|   | Мужчины          | Женщины            | Пары мужские                       | Пары женские                |
| - | ---------------- | ------------------ | ---------------------------------- | --------------------------- |
| 1 | Василий Лакеев   | Анастасия Воронова | Сергей Медведев/Алексей Виноградов | Галина Мельник/Ирина Палина |
| 2 | Алексей Ливенцов | Екатерина Наумова  |                                    |                             |
| 3 | Сергей Тяпкин    | Ирина Палина       |                                    |                             |

2007
|   | Мужчины          | Женщины           | Пары мужские                    | Пары женские                     |
| - | ---------------- | ----------------- | ------------------------------- | -------------------------------- |
| 1 | Алексей Ливенцов | Анна Козловская   | Евгений Петрухин/М.Смирнов      | Юлия Прохорова/Татьяна Михайлова |
| 2 | Василий Лакеев   | Татьяна Михайлова | М.Хомутов/С.Медведев            | Ольга Баранова/Е.Рыльская        |
| 3 | Сергей Тяпкин    | Юлия Прохорова    | Алексей Ливенцов/Василий Лакеев | А.Голубева/А.Семенова            |

2008
|   | Мужчины          | Женщины            | Пары мужские                    | Пары женские                      |
| - | ---------------- | ------------------ | ------------------------------- | --------------------------------- |
| 1 | Евгений Петрухин | Наталья Большакова | Сергей Тяпкин/Владислав Куценко | Наталья Смирнова/Татьяна Рябова   |
| 2 | Сергей Тяпкин    | Валентина Сабитова | Евгений Петрухин/Артём Уточкин  | Валерия Лемешевская/Алена Шубина  |
| 3 | Василий Лакеев   | Анастасия Воронова | Фёдор Тимофеев/Виктор Писаков   | Ольга Михайлова/Татьяна Михайлова |

2009
Традиционно соревнования проводились в декабре, но в этот раз их перенесли на январь следующего года. Поэтому результаты за 2009 год отсутствуют.
2010
|   | Мужчины          | Женщины         | Пары мужские                     | Пары женские                        |
| - | ---------------- | --------------- | -------------------------------- | ----------------------------------- |
| 1 | Михаил Гладышев  | Марина Шавырина | Алексей Ливенцов/Михаил Гладышев | Валерия Лемешевская/Ольга Шишмарева |
| 2 | Максим Шмырёв    | Ольга Баранова  | Сергей Медведев/Тарас Мерзликин  | Анна Козловская/Ольга Баранова      |
| 3 | Алексей Ливенцов | Ольга Шишмарева | Евгений Петрухин/Максим Смирнов  | Марина Шавырина/Татьяна Михайлова   |

2011
|   | Мужчины           | Женщины            | Пары мужские                     | Пары женские                      |
| - | ----------------- | ------------------ | -------------------------------- | --------------------------------- |
| 1 | Алексей Ливенцов  | Юлия Прохорова     | Евгений Петрухин/Тарас Мерзликин | Марина Шавырина/Татьяна Михайлова |
| 2 | Михаил Хомутов    | Анастасия Воронова | Илья Шамин/Алексей Жуков         | Ольга Шишмарева/Татьяна Рябова    |
| 3 | Василий Лакеев    | Маргарита Фетюхина | Алексей Ливенцов/Василий Лакеев  | Юлия Прохорова/Анастасия Воронова |
| 3 | Владислав Куценко | Яна Носкова        | Максим Смирнов/Дмитрий Попов     | Анна Блажко/Надежда Мозякина      |

2012
|   | Мужчины            | Женщины            | Пары мужские                           | Пары женские                        |
| - | ------------------ | ------------------ | -------------------------------------- | ----------------------------------- |
| 1 | Тарас Мерзликин    | Маргарита Фетюхина | Владислав Куценко/Александр Желубенков | Маргарита Фетюхина/Ольга Баранова   |
| 2 | Вячеслав Кривошеев | Ольга Баранова     | Михаил Хомутов/Максим Смирнов          | Марина Шавырина/Татьяна Михайлова   |
| 3 | Владислав Куценко  | Валентина Сабитова | Михаил Гладышев/Вячеслав Кривошеев     | Ольга Шишмарева/Александра Семенова |
| 3 | Михаил Гладышев    | Ольга Шишмарева    | Тарас Мерзликин/Евгений Петрухин       | Валентина Сабитова/Анна Козловская  |

2013
|   | Мужчины          | Женщины            | Пары мужские                           | Пары женские                         |
| - | ---------------- | ------------------ | -------------------------------------- | ------------------------------------ |
| 1 | Алексей Ливенцов | Анастасия Воронова | Вячеслав Кривошеев/Тарас Мерзликин     | Юлия Прохорова/Анастасия Воронова    |
| 2 | Михаил Гладышев  | Валентина Сабитова | Михаил Гладышев/Евгений Петрухин       | Валентина Сабитова/Ольга Воробчикова |
| 3 | Василий Лакеев   | Юлия Прохорова     | Владислав Куценко/Александр Желубенков | Марина Шавырина/Татьяна Михайлова    |
| 3 | Евгений Петрухин | Ольга Баранова     | Максим Ефройкин/Сергей Елизаров        | Маргарита Фетюхина/Ольга Баранова    |

2014
|   | Мужчины            | Женщины            | Пары мужские                       | Пары женские                       |
| - | ------------------ | ------------------ | ---------------------------------- | ---------------------------------- |
| 1 | Василий Лакеев     | Ольга Баранова     | Евгений Петрухин/Илья Шамин        | Валентина Сабитова/Анна Блажко     |
| 2 | Вячеслав Кривошеев | Юлия Прохорова     | Владислав Куценко/Максим Смирнов   | Юлия Прохорова/Анастасия Воронова  |
| 3 | Евгений Петрухин   | Анна Блажко        | Вячеслав Кривошеев/Тарас Мерзликин | Марина Шавырина/Татьяна Михайлова  |
| 3 | Алексей Ливенцов   | Валентина Сабитова | Павел Пульный/Максим Ефройкин      | Анна Козловская/Анастасия Голубева |

2015
|   | Мужчины            | Женщины            | Пары мужские                        | Пары женские                          |
| - | ------------------ | ------------------ | ----------------------------------- | ------------------------------------- |
| 1 | Алексей Ливенцов   | Анна Блажко        | Михаил Гладышев/Тарас Мерзликин     | Анна Козловская/Анастасия Голубева    |
| 2 | Андрей Байбулдин   | Анастасия Воронова | Евгений Петрухин/Илья Шамин         | Ольга Гордеева/Татьяна Михайлова      |
| 3 | Валерий Зоненко    | Валентина Сабитова | Вячеслав Кривошеев/Андрей Байбулдин | Анастасия Воронова/Валентина Сабитова |
| 3 | Вячеслав Кривошеев | Анна Козловская    | Павел Пульный/Андрей Букин          | Маргарита Фетюхина/Наталья Шохова     |

2016
|   | Мужчины            | Женщины            | Пары мужские                        | Пары женские                       |
| - | ------------------ | ------------------ | ----------------------------------- | ---------------------------------- |
| 1 | Вячеслав Кривошеев | Ольга Баранова     | Андрей Байбулдин/Вячеслав Кривошеев | Анастасия Голубева/Анна Козловская |
| 2 | Алексей Ливенцов   | Маргарита Фетюхина | Павел Пульный/Максим Ефройкин       | Маргарита Фетюхина/Наталья Шохова  |
| 3 | Андрей Байбулдин   | Валентина Сабитова | Илья Шамин/Дмитрий Бобров           | Татьяна Гарнова/Анастасия Ветохина |
| 3 | Павел Пульный      | Анна Блажко        | Степан Шапошников/Антон Анисимов    | Ольга Гордеева/Татьяна Михайлова   |

2017
|   | Мужчины            | Женщины            | Пары мужские                      | Пары женские                   |
| - | ------------------ | ------------------ | --------------------------------- | ------------------------------ |
| 1 | Павел Пульный      | Маргарита Фетюхина | Лев Кацман/Тарас Мерзликин        | Наталья Шохова/Татьяна Гарнова |
| 2 | Тарас Мерзликин    | Анна Козловская    | Степан Шапашников/Антон Анисимов  | София Коновалюк/Руб Элина      |
| 3 | Лев Кацман         | Анастасия Голубева | Алексей Виноградов/Павел Лукьянов | Ольга Гордеева/Анна Россихина  |
| 3 | Алексей Виноградов | Елизавета Хлызова  | Павел Пульный/Максим Ефройкин     | Анна Красикова/Анна Иванникова |

2018
|   | Мужчины         | Женщины            | Пары мужские                   | Пары женские                       |
| - | --------------- | ------------------ | ------------------------------ | ---------------------------------- |
| 1 | Алексей Бурдин  | Маргарита Фетюхина | Сергей Медведев/Иван Егоршев   | Наталья Шохова/Екатерина Кученкова |
| 2 | Павел Пульный   | Ольга Гордеева     | Алексей Бурдин/Антон Анисимов  | Ирина Нефедова/София Коновалюк     |
| 3 | Илья Шамин      | Анастасия Шабанова | Григорий Цуриков/Даниил Маслов | Ольга Гордеева/Анна Россихина      |
| 3 | Артём Двойников | Елизовета Хлызова  | Павел Пульный/Илья Шамин       | Наталья Малинина/Анна Красикова    |

2019
|   | Мужчины         | Женщины            | Пары мужские                        | Пары женские                               |
| - | --------------- | ------------------ | ----------------------------------- | ------------------------------------------ |
| 1 | Лев Кацман      | Маргарита Фетюхина | Тарас Мерзликин/Максим Чаплыгин     | Карина Корзунова/Анастасия Шабанова        |
| 2 | Тарас Мерзликин | Анна Тихомирова    | Сергей Медведев/Илья Шамин          | Диана Логинова/Александра Моргунова        |
| 3 | Максим Чаплыгин | Наталья Малинина   | Александр Желубенков/Павел Лукьянов | Екатерина Беспалова/Ксения Хурцилава       |
| 3 | Артём Двойников | Ольга Воробьёва    | Иван Егошев/Даниил Маслов           | Анастасия Береснева/Екатерина Савостьянова |

2020
|   | Мужчины          | Женщины            | Пары мужские                    | Пары женские                       |
| - | ---------------- | ------------------ | ------------------------------- | ---------------------------------- |
| 1 | Тарас Мерзликин  | Анна Тихомирова    | Максим Боков/Никита Мошков      | Анна Красикова/Ольга Шишмарева     |
| 2 | Алексей Ливенцов | Маргарита Фетюхина | Тарас Мерзликин/Артём Двойников | Анна Рязанова/Анастасия Голубева   |
| 3 | Артём Двойников  | Юлия Прохорова     | Павел Пульный/Максим Ефройкин   | Юлия Литвинова/Алена Шевцова       |
| 3 | Илья Анохин      | Мария Маланина     | Сергей Медведев/Артём Тихонов   | Татьяна Ивахина/Анастасия Либацкая |

2021
|   | Мужчины          | Женщины            | Пары мужские                      | Пары женские                               |
| - | ---------------- | ------------------ | --------------------------------- | ------------------------------------------ |
| 1 | Тарас Мерзликин  | Юлия Прохорова     | Тарас Мерзликин/Артём Двойников   | Анастасия Шабанова/Карина Корзунова        |
| 2 | Максим Боков     | Маргарита Фетюхина | Максим Боков/Никита Мошков        | Анастасия Береснева/Екатерина Савостьянова |
| 3 | Алексей Ливенцов | Анна Рязанова      | Артём Тихонов/Евгений Тихонов     | Виктория Широкова/Анастасия Макурина       |
| 3 | Никита Мошков    | Раиса Ширяева      | Сергей Медведев/Александр Воронов | Анна Красикова/Светлана Дмитриенко         |

2022
|   | Мужчины           | Женщины            | Пары мужские                        | Пары женские                           |
| - | ----------------- | ------------------ | ----------------------------------- | -------------------------------------- |
| 1 | Максим Боков      | Яна Носкова        | Михаил Бредников/Василий Поляков    | Натальния Малинина/Светлана Дмитриенко |
| 2 | Алексей Ливенцов  | Мария Маланина     | Владислав Макаров/Владислав Казаков | Анастасия Шабанова/Карина Корзунова    |
| 3 | Владислав Макаров | Анастасия Шабанова | Егор Миронов/Федор Петрунин         | Мария Панфилова/Мария Тарасова         |
| 3 | Евгений Тихонов   | Алина Заварыкина   | Максим Ефройкин/Андрей Цветков      | Раиса Ширяева/Ксения Хурцилава         |

2023
|   | Мужчины           | Женщины            | Пары мужские                        | Пары женские                               |
| - | ----------------- | ------------------ | ----------------------------------- | ------------------------------------------ |
| 1 | Максим Боков      | Маргарита Фетюхина | Максим Боков/Артём Двойников        | Анастасия Береснева/Екатерина Савостьянова |
| 2 | Владислав Макаров | Анна Рязанова      | Никита Мошков/Артём Тихонов         | Наталья Малинина/Мария Панфилова           |
| 3 | Тарас Мерзликин   | Мария Маланина     | Евгений Тихонов/Андрей Цветков      | Анастасия Сизова/Александра Бокова         |
| 3 | Артём Двойников   | Анастасия Шабанова | Владислав Макаров/Владислав Казаков | Анастасия Шабанова/Диана Логинова          |

2024
|   | Мужчины            | Женщины            | Пары мужские                        | Пары женские                       |
| - | ------------------ | ------------------ | ----------------------------------- | ---------------------------------- |
| 1 | Евгений Тихонов    | Анна Рязанова      | Евгений Тихонов/Дмитрий Виноградов  | Мария Тарасова/Мария Виноградова   |
| 2 | Дмитрий Виноградов | Алина Заварыкина   | Владислав Макаров/Владислав Казаков | Анастасия Шабанова/Диана Логинова  |
| 3 | Владислав Макаров  | Анастасия Шабанова | Алексей Попов/Михаил Бредников      | Александра Бокова/Анастасия Сизова |
| 4 | Артём Тихонов      | Мария Панфилова    | Сергей Газарян/Иван Курбасов        | Мария Панфилова/Мария Максимова    |

2025
|   | Мужчины         | Женщины            | Пары мужские                        | Пары женские                        |
| - | --------------- | ------------------ | ----------------------------------- | ----------------------------------- |
| 1 | Евгений Тихонов | Ольга Воробьёва    | Владислав Макаров/Владислав Казаков | Мария Панфилова/Александра Бокова   |
| 2 | Максим Боков    | Анастасия Шабанова | Илья Конюхов/Сергей Газарян         | Анна Пятирикова/Виктория Широкова   |
| 3 | Лев Кацман      | Мария Панфилова    | Иван Романенко/Богдан Семенов       | Анастасия Шабанова/Диана Логинова   |
| 4 | Артём Двойников | Ольга Вишнякова    | Михаил Бредников/Алексей Попов      | Кристина Курилкина/Анастасия Сизова |